# As-Suwaida
As-Suwaida oder Suweida (arabisch السويداء, DMG as-Suwaidāʾ) ist die Hauptstadt des Gouvernements as-Suwaida im Hauran-Gebiet im Südwesten von Syrien. Sie ist das Siedlungszentrum der syrischen Drusen.

## Lage
As-Suwaida liegt auf etwa 1080 Meter Höhe in der durch vulkanische Ergüsse geprägten Hauran-Region am Westrand des Dschebel ad-Duruz (Drusengebirge). In der Umgebung wechseln sich Flächen aus schwarzen Basaltbrocken mit fruchtbaren roten Ackerböden. Die Stadt liegt im Zentrum des größten Anbaugebietes im Land für Weintrauben, die sowohl auf großen Feldern im Flachland, als auch auf kleinen hügeligen Parzellen zwischen Lesesteinmauern gedeihen.
Die Entfernung von Damaskus beträgt etwa 100 Kilometer. In der näheren Umgebung liegen Richtung Norden die Ortschaften Schahba (15 Kilometer, das antike Philippopolis) und die römische Gründung Schaqqa (25 Kilometer). Bosra liegt rund 30 Kilometer südlich.

## Geschichte
As-Suwaida wurde von den arabischen Nabatäern im 1. Jahrhundert v. Chr. als Handelsstützpunkt Suada gegründet und besaß einen Tempel des Gottes Duschara (zwischen 30 v. Chr. und 30 n. Chr. entstanden) und einen monumentalen Grabbau. Dieses auf etwa 85 v. Chr. datierte und in den 1860er Jahren noch als Ruine erhaltene Grabmal vom Hamrath besaß ein Dach in Form einer Stufenpyramide und dorische Halbsäulen an der Eingangsfassade.
Im 2. Jahrhundert, in römischer Zeit, erhielt der Dionysias genannte Ort unter Kaiser Hadrian oder spätestens unter Kaiser Commodus (reg. 180–192) Stadtrechte. Die Stadt hat den Namen des Weingottes Dionysos, der dem nabatäischen Duschara gleichgesetzt wurde, und ihre wirtschaftliche Blüte dem bereits in dieser Zeit praktizierten Weinbau zu verdanken. Von den bedeutenden römischen Bauten sind nur noch geringe Reste erhalten. In der frühbyzantinischen Zeit im 4. und 5. Jahrhundert war die Stadt Bischofssitz. Die im 5. Jahrhundert erbaute Basilika war vermutlich dem Heiligen Sergius gewidmet, der nach seinem Märtyrertod um 312 in Resafa große Verehrung genoss.
Aus osmanischer Zeit ist als eine der wenigen Sehenswürdigkeiten der Stadt die Residenz eines Gouverneurs erhalten. Seit Ende des 17. Jahrhunderts wanderten Drusen aus dem Libanon in das nach ihnen benannte Bergland ein. Besonders im 19. Jahrhundert ließen sich in einer zweiten Einwanderungswelle Drusen aus dem Libanon, Palästina und aus der Region um Aleppo nieder. As-Suwaida und die übrigen Städte der Region sind Neugründungen dieser Zeit. Viele Drusen waren als Landarbeiter in einer feudalen Ordnung eingebunden, an deren Spitze der Hamdan-Familienclan stand. Dieser musste 1868 seine traditionelle Führungsrolle an die Familie al-Atrasch abgeben. Eine bäuerliche Revolte um 1890 erzwang von den Großgrundbesitzern einige Zugeständnisse, sodass seither die Mehrheit der Drusen auf kleinen oder mittelgroßen Flächen eigenes Land bewirtschaftet.
Während der französischen Mandatszeit war as-Suwaida die Hauptstadt des Drusenstaates. Hier ging allerdings der syrisch-nationale Widerstand in den 1920er Jahren überwiegend von den Drusengebieten um as-Suwaida aus. Diese waren auch in der osmanischen Zeit nie vollständig unter Regierungskontrolle und wehrten sich nun gegen die Einmischung der Franzosen in ihre inneren Angelegenheiten. Ein bekannter Drusenführer der Revolte von 1925 bis 1927 war Sultan al-Atrasch aus dem Dorf al-Qrayya 20 Kilometer südlich von as-Suwaida. Unter seiner Führung griffen die Drusen am 20. Juli 1925 die Kleinstadt Salchad an (Hauptort des gleichnamigen Distrikts 28 Kilometer südöstlich as-Suwaida), am 2. August bezwangen sie die französischen Truppen in as-Suwaida. Die Einnahme der Stadt war der Anlass für weitere Aufstände in Damaskus und anderen Teilen des Landes. Bis 1926 hatte die französische Militärmacht allmählich wieder ihre Ordnung hergestellt.
Am 25. Juli 2018 war Suwaida Ziel mehrerer koordinierter Terrorangriffe der islamistischen Terrororganisation Daesch (IS). Mindestens 56 Daesch-Rebellen drangen in die Stadt ein und begannen mit einer Reihe von Schießereien und Selbstmordattentaten. So gelang es ihnen, 246 Menschen – fast ausschließlich Zivilpersonen – zu töten. Auch 56 Angreifer starben, so dass insgesamt einschließlich der Mörder mindestens 302 Menschen starben. 42 Drusen im Alter von 7 bis 60 wurden von Daesch als Geiseln entführt. Da die Angehörigen das verlangte Lösegeld nicht aufbringen konnten oder wollten, ermordeten die Rebellen einen Gefangenen und filmten die Hinrichtung. Der Syrisch-Arabischen Armee war es in den Wochen zuvor gelungen, Rebellengruppen aus der Region zu vertreiben. Eine Daesch-Fraktion kontrollierte aber noch Gebiete am Jarmuk nahe den von Israel besetzten Golan-Höhen, wo die israelische Luftwaffe wenige Tage zuvor ein syrisches Kampfflugzeug abgeschossen hatte. Syrische Medien warfen Israel deswegen vor, den Terrorismus in Syrien zu unterstützen.
Nach dem Sturz des Assad-Regimes kommt es seit dem 13. Juli 2025 zu Kämpfen in as-Suwaida von drusischen Milizen mit Mitgliedern der Streitkräfte Syriens und Beduinen-Stammesgruppen, bei denen hunderte Menschen umkamen und zahlreiche Zivilisten von Mitgliedern der Streitkräfte Syriens außergerichtlich hingerichtet wurden.

## Stadtbild und Bevölkerung

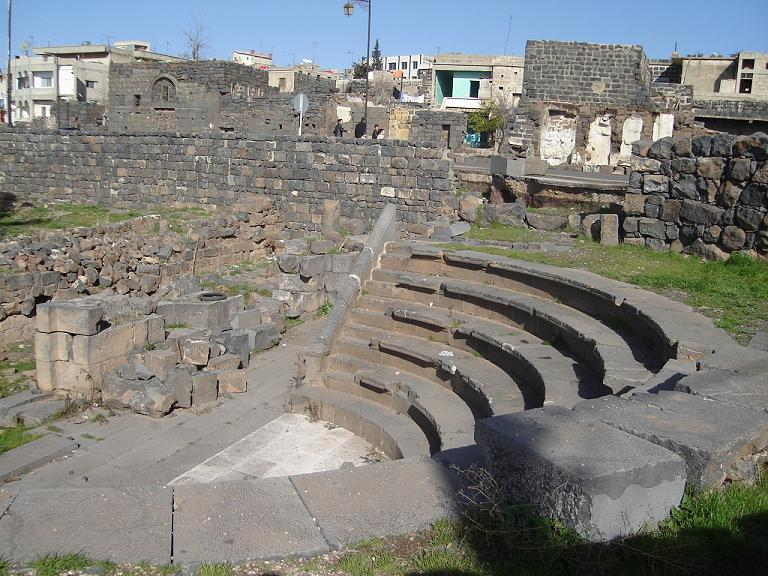
Römisches Odeion

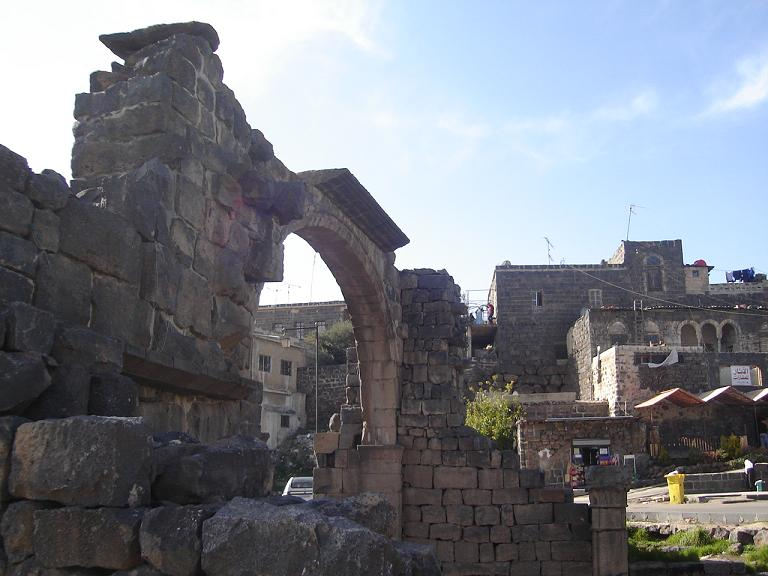
Restaurierter Straßenbogen aus römischer Zeit

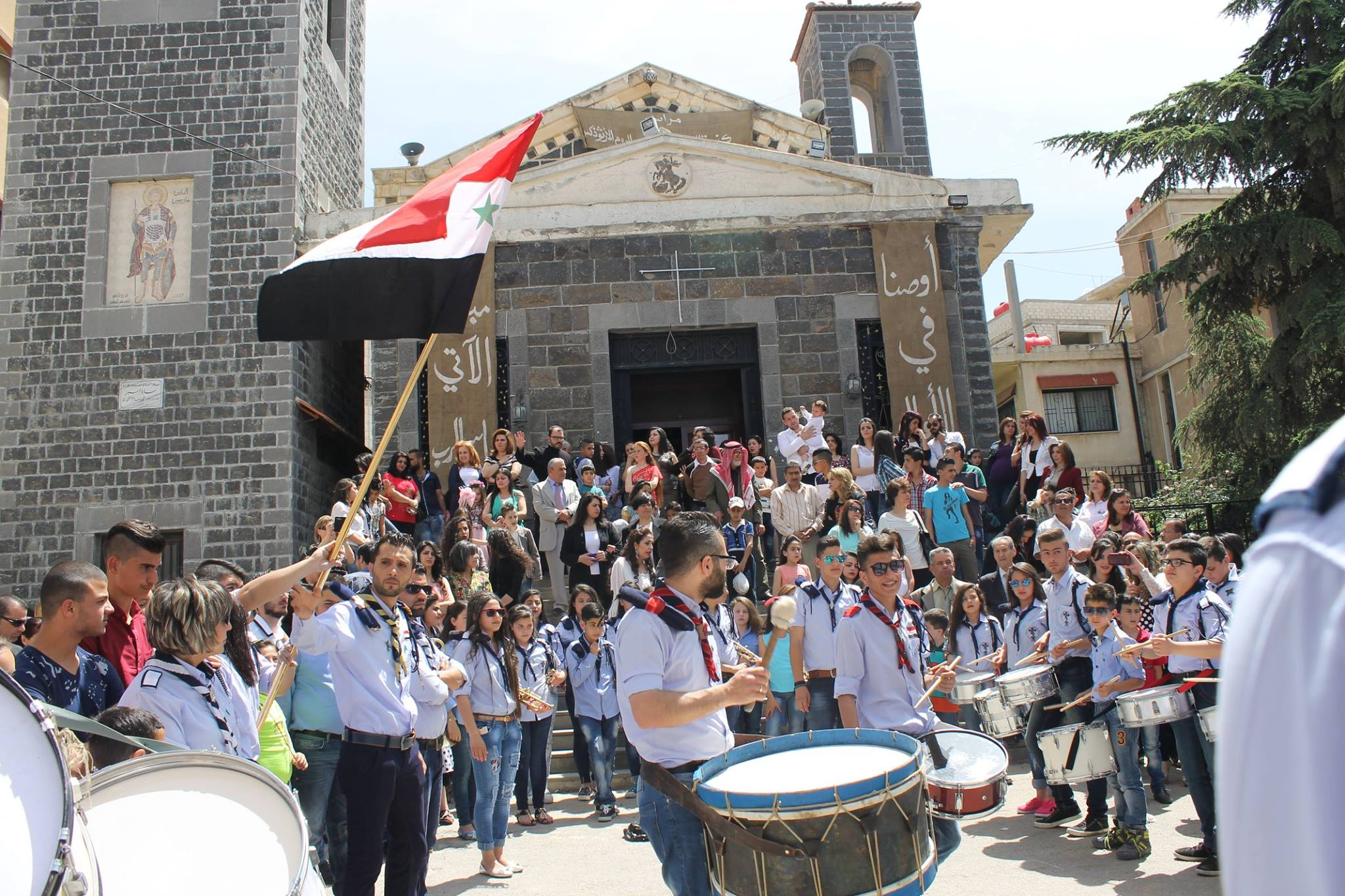
Griechisch-orthodoxes Osterfest vor der Georgskathedrale, 2019

In der letzten Volkszählung 2004 hatte die Stadt 73.641 Einwohner. Die Einwohner sind in ihrer überwiegenden Mehrheit Drusen, die durch einen starken gesellschaftlichen Zusammenhalt geprägt sind. Eine Minderheit bilden die griechisch-orthodoxen Christen und sunnitischen Beduinen.
Mit der modernen Stadtentwicklung verschwanden nahezu alle antiken Baudenkmäler. 1998 wurde ein römischer Bogen des einstigen Stadttores unter Verwendung alter Basaltsteine wiederhergestellt. Er befindet sich ein Kilometer südöstlich des zentralen Marktbereichs an der Ausfallstraße nach Dar'a. Von einem kleinen römischen Odeion wurden die Sitzreihen restauriert. Eine weitere Sehenswürdigkeit ist das in einem östlichen Außenbezirk gelegene, 1991 eröffnete Provinzmuseum, das Fußbodenmosaiken und Basaltskulpturen aus römischer Zeit enthält. Des Weiteren sind Keramiken ab der Steinzeit und im ersten Stockwerk Volkskunst zu sehen.
Die Stadt ist als Geburtsort des im ganzen arabischen Raum verehrten Sängers Farid el Atrache (1915–1974) bekannt. Er gehörte zur drusischen Fürstenfamilie el Atrache, deren Palast im Hauran-Stil aus schwarzem Basalt in der Stadt zu sehen ist. Im Wohnsitz dieser Familie, deren Ländereien sich bis an die jordanische Grenze erstreckten, lebte auch die Sängerin und Farids Schwester Asmahan (1918–1944).

## Wirtschaft
Neben Weintrauben werden Apfelbäume, Mandel- und Olivenbäume, sowie seit dem 19. Jahrhundert Getreide angepflanzt und vermarktet. Es gibt eine Lebensmittel verarbeitende Industrie, zu der auch die Produktion von Wein und Arak gehört.

## Söhne und Töchter der Stadt
- Sultan al-Atrasch (1891–1982), arabisch-drusischer Anführer, syrischer Nationalist und Generalkommandant der Syrischen Revolution (1925–1927)
- Farid el Atrache (1915–1974), syrisch-ägyptischer Sänger
- Asmahan (1917–1944), syrisch-ägyptische Sängerin und Schauspielerin
- Shibli al-Aysami (* 1925; seit 2011 verschollen), syrischer Vizepräsident
- Ahmed al-Chatib (1933–1982), syrischer Präsident
- Najat Abed Alsamad (* 1967), Schriftstellerin im deutschen Exil
- Ryyan Alshebl (* 1994), syrisch-deutscher Politiker